# Rogério Santana Alves
Rogério Santana Alves (Simão Dias, 20 settembre 1973) è un ex giocatore di calcio a 5 brasiliano, campione del mondo con la nazionale brasiliana nel 2008.

## Carriera
Con la nazionale maschile di calcio a 5 del Brasile Rogério ha partecipato a due campionati mondiali. Nell'edizione del 2000, disputata in Guatemala, la Seleçao ha raggiunto la finale dove tuttavia è stata sconfitta per 4-3 dalla Spagna. Assente nell'edizione del 2004, fu convocato alla vittoriosa spedizione del 2008 in qualità di terzo portiere alle spalle del titolare Tiago e di Franklin.

## Palmarès
- Campionato mondiale: 1
2008